# 秦敬
秦敬（1421年—？），字克恭，順天府涿州人，軍籍。明朝政治人物。同進士出身。

## 生平
順天府鄉試第四十六名。正統十三年（1448年）戊辰科進士。正統十四年（1449年），擢刑部主事。累遷都察院副都御史、巡撫貴州。因病告歸。

## 家族
曾祖秦富。祖父秦仲傑。父秦文。